# Japoeulepis amioi
Japoeulepis amioi är en ringmaskart som beskrevs av Imajima 1974. Japoeulepis amioi ingår i släktet Japoeulepis och familjen Eulepethidae. Inga underarter finns listade i Catalogue of Life.